# 西永寺
西永寺（さいえいじ）は、新潟県十日町市にある1727年（享保12年）創建の真宗大谷派の寺院。
1835年（天保6年）焼失後、1848年（嘉永元年）に再建される。棟梁は篠田總吉（柏崎）。

## 登録有形文化財
2000年（平成12年）10月18日に、以下の建物5点が国の登録有形文化財（建造物）に登録された。
- 西永寺本堂[3]

1848年竣工、建築面積は480m2。
- 西永寺経蔵[4]

1848年頃竣工、建築面積は13m2。
- 西永寺鐘楼[5]

1848年頃竣工、建築面積は9.2m2。
- 西永寺庫裏及び廊下[6]

1848年頃竣工、建築面積は284m2。
- 西永寺六和亭（旧永徳寺本堂）[7] - 昭和10年代に廃寺となった永徳寺の本堂を移築したもの。

1857年竣工、建築面積は34m2。

## 寺院の周辺
- 千手観音
  - 千手観音十七夜祭礼
- 大地の芸術祭 越後妻有アートトリエンナーレ
- 松乃井酒造場
- 小嶋屋総本店
- 千手温泉 千年の湯

## 交通アクセス
- 公共交通
  - 北越急行ほくほく線・JR飯山線 十日町駅より越後交通 十日町＝川西＝小千谷 線で約20分。「上野」バス停より徒歩約3分。
- 自動車 
  - 関越自動車道六日町ICから国道253号経由、車で約30分。越後川口ICより国道117号経由、車で約20分。